# Souraka Mamam
Souraka Mamam (* 10. April 1997 in Aledjo-Koura) ist ein beninischer Fußballspieler.

## Karriere

### Verein
Mamam begann seine Laufbahn als Fußballprofi in seinem Heimatland im Jahr 2013/14 bei dem erstklassigen Club Panthères de Djougou. Anschließend wechselte er aus Djougou nach Cotonou, wo er sich von 2014 bis 2016 dem dortigen Fußballverein ASPAC FC anschloss. Nach einer Auslandssaison 2016/17 beim togolesischen Club US Koroki (Tchamba, Region Centrale) kehrte er laut der Online-Datenbank National-Football-Teams.com in sein Heimatland zurück und trat in Bembèrèkè für Béké FC an. Seine nächste Station ab 2021 wurde Loto FC.

### Nationalmannschaft
Für die A-Nationalmannschaft des Benin absolvierte Mamam 2019 ein Spiel. In der ersten Qualifikationsrunde zur Afrikanischen Nationenmeisterschaft 2021 bestritt er die Auswärtspartie gegen Togo, bei welcher sich der Gastgeber mit 1:0 durchsetzte.